# RX J1856.5-3754
RX J1856.5-3754 (también RX J185635-3754 o 1ES 1853-37.9) es una estrella de neutrones situada en la constelación de la Corona Austral. Descubierta como fuente emisora de rayos X por el satélite ROSAT, posteriores observaciones con el telescopio espacial Hubble detectaron una emisión muy débil en el espectro visible proveniente de la misma fuente, lo que probó que era una estrella de neutrones aislada.
Aunque inicialmente se pensaba que RX J1856.5-3754 estaba a 150-200 años luz del sistema solar, observaciones llevadas a cabo con el Observatorio de rayos X Chandra en 2002, la sitúan a una distancia de 400 años luz. Su diámetro aproximado es de 20 km. No existen signos del resto de la supernova que la originó, por lo que se estima que su edad debe ser de al menos 100 000 años. Lo más notable es que, a diferencia de otras estrellas de neutrones, RX J1856.5-3754 no muestra signos de ningún tipo de actividad, tales como variabilidad o pulsaciones. 
La emisión de rayos X por parte de RX J1856.5-3754 indica una elevada temperatura (en torno a 700 000 °C), pero dada su edad, cabría esperar que su temperatura fuera mucho menor al haberse ido enfriando a lo largo del tiempo. Una posible explicación es que el fuerte campo gravitatorio del objeto esté capturando algún tipo de material interestelar, que al precipitarse sobre la superficie de la estrella de neutrones a velocidades próximas a la velocidad de la luz, genera una gran cantidad de energía que se convierte en calor. Sin embargo, la alta velocidad con la que RX J1856.5-3754 se mueve a través del espacio, 108 km/s, hace difícil comprender como puede capturar la cantidad de materia necesaria para mantener su alta temperatura. Una solución es que en el pasado la estrella fuera capaz de capturar una mayor cantidad de materia y lo que ahora vemos es su lento enfriamiento, hasta el momento que vuelva a entrar en otra región rica en gas y polvo interestelar.
Por otra parte, se ha propuesto que en realidad RX J1856.5-3754 puede no ser una estrella de neutrones, sino una estrella de quarks, estrella exótica en la que, debido a la alta densidad, la materia existe en forma de quarks desconfinados.

## Hipótesis de la estrella de quark
Al combinar los datos del observatorio de rayos X Chandra y del telescopio espacial Hubble, los astrónomos estimaron previamente que el RX J1856 irradia como un cuerpo sólido con una temperatura de 700 000 °C y tiene un diámetro de aproximadamente 4–8 km. Este tamaño estimado era demasiado pequeño para conciliar con los modelos estándar de estrellas de neutrones, por lo que se sugirió que podría ser una estrella de quarks.
Sin embargo, el análisis refinado posterior de las observaciones mejoradas de Chandra y Hubble reveló que la temperatura de la superficie de la estrella es más baja, solo 434 000 °C y, respectivamente, el diámetro es mayor, aproximadamente 14 km (teniendo en cuenta los efectos de relatividad general, el radio observado aparece unos 17 km). Por lo tanto, RX J1856.5-3754 ahora está excluido de la lista de candidatos a ser una estrella de quark.